# (3108) Lyubov
(3108) Lyubov ist ein Asteroid des Hauptgürtels, der am 18. August 1972 von der ukrainischen Astronomin Ljudmyla Schurawlowa am Krim-Observatorium in Nautschnyj (IAU-Code 095) entdeckt wurde.
Der Asteroid wurde nach der russischen Sängerin und Schauspielerin Ljubow Petrowna Orlowa (1902–1975) benannt, die der erste Star des sowjetischen Films war.